# Kelvin Sane Tauta
Kelvin Sane Tauta (* 13. Dezember 2000) ist ein kenianischer Sprinter, der sich auf den 400-Meter-Lauf spezialisiert hat.

## Sportliche Laufbahn
Erste internationale Erfahrungen sammelte Kelvin Sane Tauta im Jahr 2017, als er bei den U18-Weltmeisterschaften in Nairobi mit 47,55 s im Halbfinale über 400 Meter ausschied und mit der kenianischen Mixed-Staffel über 4-mal 400 Meter in 3:24,92 min den vierten Platz belegte. 2023 startete er mit der Männerstaffel bei den Weltmeisterschaften in Budapest und verpasste dort mit 3:01,41 min den Finaleinzug. Im Jahr darauf belegte er bei den Hallenweltmeisterschaften in Glasgow in 3:06,71 min den vierten Platz mit der Männerstaffel und stellte damit einen neuen Landesrekord auf. Im Juni schied er bei den Afrikameisterschaften in Douala mit 47,79 s im Vorlauf über 400 Meter aus und gewann mit der Staffel in 3:02,34 min gemeinsam mit Kevin Kipkorir, David Sanayek Kapirante und Brian Onyari Tinega die Silbermedaille hinter dem botswanischen Team.
2024 wurde Tauta kenianischer Meister im 400-Meter-Lauf.

## Persönliche Bestzeiten
- 400 Meter: 45,09 s, 22. Mai 2024 in Nairobi